# Alfred Fowler
Alfred Fowler FRS, CBE (Yorkshire (Inglaterra), 22 de março de 1868 — 24 de junho de 1940) foi um astrônomo inglês.

## Condecorações

### Prêmios e medalhas
- 1913 - Prémio Valz
- 1915 - Medalha de Ouro da Royal Astronomical Society[1]
- 1918 - Medalha Real[2]
- 1920 - Medalha Henry Draper[3]
- 1934 - Medalha Bruce[4]
- 1935 - CBE

### Topônimos
- Cratera lunar Fowler (com Ralph Howard Fowler)

### Obituários
- ApJ 94 (1941) 1
- MNRAS 101 (1941) 132
- Obs 63 (1940) 262
- PASP 52 (1940) 301 (one paragraph)